# 4923 Кларк
4923 Кларк (енгл. 4923 Clarke) је астероид главног астероидног појаса чија средња удаљеност од Сунца износи 2,144 астрономских јединица (АЈ).
Апсолутна магнитуда астероида је 14,2.